# Werner Michler
Werner Michler (* 30. April 1967 in Wien) ist ein österreichischer Literaturwissenschaftler. Er ist seit 2013 Professor für Neuere deutsche Literatur an der Universität Salzburg.

## Leben
Michler studierte Germanistik, Musikwissenschaft und Philosophie an der Universität Wien. Er erwarb 1992 den Titel eines Magisters und wurde 1997 mit einer von Karl Wagner betreuten Arbeit über die Darwin-Rezeption in der österreichischen Literatur promoviert. Von 1992 bis 1998 war er wissenschaftlicher Mitarbeiter an FWF-Forschungsprojekten zum „Literarischen Leben in Österreich 1848–1890“. Ab 1998 war er Universitätsassistent am Institut für Germanistik der Universität Wien. 2001/02 war er Research Fellow am Internationalen Forschungszentrum Kulturwissenschaften (IFK) in Wien. 2003 war er Gastwissenschaftler an der University of Oxford. 2007 wurde er an der Universität Wien zum Assistenzprofessor ernannt. 2012 habilitierte er sich ebendort mit einer Arbeit über Gattungstheorie. Seit 2013 ist er Universitätsprofessor für Neuere Deutsche Literatur an der Universität Salzburg.
Von 2017 bis 2020 war er Präsident der Österreichischen Gesellschaft für Germanistik.

## Forschung
Michlers Forschungsgebiet ist die deutschsprachige, insbesondere österreichische Literatur des 18. bis 21. Jahrhunderts. Seine Schwerpunkte liegen auf dem Verhältnis von Literatur und Naturwissenschaften, der Theorie und Geschichte der literarischen Gattungen sowie der Geschichte und Theorie der literarischen Übersetzung. Besonders hat er sich auch mit den Autoren Adalbert Stifter, Franz Grillparzer, Hugo von Hofmannsthal, Stefan Zweig, Bertolt Brecht und Kathrin Röggla befasst.
In seiner Dissertation zeichnet er die Rezeption von Charles Darwins Evolutionstheorie in der österreichischen Literatur von 1859 bis 1914 nach. Er geht dabei u. a. auf Texte von Leopold von Sacher-Masoch, Minna und Karl Kautsky, Ludwig Anzengruber, Peter Rosegger, Leopold von Andrian, Richard Beer-Hofmann, Peter Altenberg, Marie Eugenie Delle Grazie und Bertha von Suttner ein. Während vorausgehende Darstellungen die Darwin-Rezeption meist als eine zielgerichtete Geschichte erzählten, mit positiver oder negativer Tendenz, setzt sich Michler zum Ziel, „weder die Heils- noch die Unheilsgeschichte einer Theorie zu schreiben, sondern [...] die Ambivalenzen des Unternehmens aufzuweisen“, mittels der Darstellung von Einzelfällen.
In seiner Habilitationsschrift untersucht er literarische Gattungen und ihre Theoriegeschichte aus einer kulturwissenschaftlichen Sicht. Es geht ihm „hinsichtlich der Literatur um das Verhältnis zu jenen kulturellen Formationen, die die Gattungswahl steuern, die zeitgenössischen Gattungsensembles stabilisieren und übersichtlich machen; hinsichtlich der Trägerkulturen der Literatur geht es um den Beitrag, den Literatur für diese Kulturen leistet.“ Unter einer Gattung versteht Michler dabei in Anlehnung an Pierre Bourdieu eine „habitualisierte Klassifikationshandlung“ innerhalb einer Kultur: Eine literarische Gattung müsse nicht „gemäß den gängigen Definitionen als Gruppe von Texten mit gemeinsamen Merkmalen beschrieben werden, sondern als Klassifikation (Gruppierung) literarischer Texte aufgrund der Zuschreibung gemeinsamer Eigenschaften. [...] Eine Gattung wäre demnach kein Ding, auch keine Eigenschaft, sondern ein Akt, und als solcher Teil von – diesen Akt übersteigenden – historischen Prozessen und Handlungszusammenhängen.“ Mit anderen Worten: Michler untersucht die „soziokulturellen Voraussetzungen und Konsequenzen“ der Gattungstheorien seit dem 18. Jahrhundert. Er geht dabei u. a. auf die Autoren Johann Gottfried Herder, Johann Wolfgang Goethe, Karoline von Günderode, Bettine von Arnim, Friedrich Nietzsche, Hugo von Hofmannsthal und Bertolt Brecht näher ein.
Michler ist außerdem gemeinsam mit Klemens Renoldner Herausgeber der von 2017 bis 2024 im Auftrag des Stefan Zweig Zentrum Salzburg erschienenen, siebenbändigen Ausgabe von Stefan Zweigs Erzählwerk, die erstmals den originalen Text mit den vorhandenen Varianten zugänglich macht.

## Auszeichnung
- 2001: Figdor-Preis für Sprach- und Literaturwissenschaften der Österreichischen Akademie der Wissenschaften

## Publikationen (Auswahl)

### Monografien
- Darwinismus und Literatur. Naturwissenschaftliche und literarische Intelligenz in Österreich, 1859–1914. Böhlau, Wien/Köln/Weimar 1999, ISBN 978-3-205-98945-5.
- Kulturen der Gattung. Poetik im Kontext, 1750–1950. Wallstein, Göttingen 2015, ISBN 978-3-8353-1621-8.

### Herausgeberschaft
- mit Andreas Brandtner: Zur Geschichte der österreichisch-slowenischen Literaturbeziehungen. Turia+Kant, Wien 1998, ISBN 978-3-85132-185-2.
- mit Andreas Brandtner: Zur regionalen Literaturgeschichtsschreibung. Fallstudien, Entwürfe, Projekte. StifterHaus, Linz 2007, ISBN 978-3-900424-58-9.
- mit Klemens Renoldner, Norbert Christian Wolf: Von der Produktivkraft des Eigensinns. Der Schriftsteller Karl-Markus Gauß. Otto Müller, Salzburg 2017, ISBN 978-3-7013-1243-6.
- mit Karl Wagner: Adalbert Stifter und das literarische Leben seiner Zeit. Netzwerk, Gattung, Materialität (= Stifter-Jahrbuch. 26). Linz 2019, ISBN 978-3-902740-27-4.
- mit Paul Keckeis: Gattungstheorie (= stw 2179). Suhrkamp, Berlin 2020, ISBN 978-3-518-29779-7.
- mit Clemens Peck: Praktiken des Neobarock in der Moderne. Sonderzahl, Wien 2025, ISBN 978-3-85449-658-8.

### Edition
- Peter Rosegger, Gustav Heckenast: Briefwechsel 1869–1878. Hrsg. mit Max Kaiser, Karl Wagner. Böhlau, Wien/Köln/ Weimar 2003, ISBN 3-205-99482-5.
- Stefan Zweig: Das erzählerische Werk. Salzburger Ausgabe. Hrsg. mit Klemens Renoldner. 7 Bände. Zsolnay, Wien 2017–2024.
  - Stefan Zweig: Sternstunden der Menschheit. Historische Miniaturen (= Das erzählerische Werk. Salzburger Ausgabe. Bd. 1). Hrsg. mit Martina Wörgötter. Zsolnay, Wien 2017, ISBN 978-3-552-05858-3.
  - Stefan Zweig: Clarissa (= Das erzählerische Werk. Salzburger Ausgabe. Bd. 7). Hrsg. mit Simone Lettner. Zsolnay, Wien 2024, ISBN 978-3-552-05879-8.
- Adalbert Stifter: Briefe von Adalbert Stifter. Briefe bis 1848. Hrsg. mit Paul Keckeis, Karl Wagner. Bd. 11.1 der Ausgabe: Adalbert Stifter: Werke und Briefe. Historisch-kritische Gesamtausgabe. Hrsg. von Hartmut Laufhütte, Wolfgang Wiesmüller. Kohlhammer, Stuttgart 2023, ISBN 978-3-17-043298-7.

### Aufsätze
- Zur Gegenwart der Naturgeschichte. Literarische Konfigurationen. In: Épistémocritique. Revue d'études et de recherches sur la littérature et les savoirs XV (2015), abgerufen am 29. April 2025.
- Form und/oder Gattung (2019). In: Blog des Leibniz-Zentrums für Literatur- und Kulturforschung, Berlin, abgerufen am 29. April 2025.